# 北陸・中京新幹線

北陸・中京新幹線の大まかな計画ルートを示した図

北陸・中京新幹線（ほくりく・ちゅうきょうしんかんせん）は、福井県敦賀市から愛知県名古屋市を結ぶ計画の高速鉄道路線（新幹線）の基本計画路線である。

## 概要
北陸・中京新幹線は、全国新幹線鉄道整備法第四条第一項の規定による『建設を開始すべき新幹線鉄道の路線を定める基本計画』（昭和48年告示第466号）により告示された新幹線の基本計画路線である。
1972年7月3日に基本計画が決定した北陸新幹線（東京都 - 大阪市、長野市・富山市経由）の敦賀市以西のルートは、琵琶湖東岸を通って米原駅付近で東海道新幹線に合流するルートが有力であったが、1973年11月13日に決定された整備計画では小浜市付近が主な経由地に加えられたため、北陸新幹線と中京地方を連絡する当路線が基本計画に盛り込まれた。
敦賀市・名古屋市間は直線距離で約90 km離れているが、路線延長は約50 kmとされており、東海道新幹線との一部区間共用が前提となっている。
基本計画の告示以降、着工に向けた具体的な動きは行われていない。

## 整備を目指す動き
2017年6月に、北陸・中京新幹線の整備を検討するよう福井県が提案したことが報じられた。

## 沿革
- 1967年（昭和42年）7月：日本国有鉄道（国鉄）が全国新幹線網構想を発表。
- 1969年（昭和44年）5月30日：新全国総合開発計画決定。
- 1970年（昭和45年）5月18日：全国新幹線鉄道整備法成立。
- 1973年（昭和48年）11月15日：昭和48年告示第466号により、北陸・中京新幹線を含む12線の基本計画決定。